# Герб Калинівки (Бучанський район)
Герб Кали́нівки — офіційний символ села Калинівка Бучанського району Київської області, затверджений Макарівською селищною радою 14 липня 2016 року. Автор проекту — М. В. Чмир.

## Опис
У червоному полі золота поштова станція; у відділеній увігнуто-кроквоподібно золотій главі виходить чорний сірник з червоно-золотим полум'ям, обабіч якого по зеленій гілці калини з двома листками та червоним кетягом кожна.
Додатковими елементами герба є стилізований бароковий картуш та золота сільська корона з п'яти колосків. Картуш засвідчує глибокі традиції української культури і, зокрема, геральдики. Корона вказує на статус населеного пункту.

## Значення символіки
Червоний колір щита є кольором ягід калини, від якої походить назва села. Також цей колір означає любов до рідної землі, силу та сміливість. Золото символізує багатство, добробут, щедрість, а також віру, справедливість та милосердя.
Поштова станція є найстаршою будівлею населеного пункту та спорудою, яка зародила життя в селі.
Сірник, що горить, нагадує про тривале існування на території села сірникової фабрики.
Гілки калини вказують на назву села.

## Історія

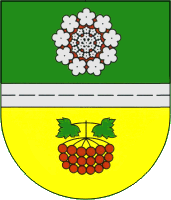
Попередній варіант герба

З 2008 року в краєзнавчих виданнях був розтиражований проект герба Калинівки, створений художником Анатолієм Марчуком для каталогу «Символіка Макарівщини». Проте цей варіант герба так і не був затверджений місцевою радою.